# Hyrnukjölur
Hyrnukjölur är en bergstopp i republiken Island. Den ligger i regionen Västfjordarna, 240 km norr om huvudstaden Reykjavík. Toppen på Hyrnukjölur är 630 meter över havet, eller 230 meter över den omgivande terrängen. Bredden vid basen är 6,2 km.
Trakten runt Hyrnukjölur är nära nog obefolkad, med mindre än två invånare per kvadratkilometer. Det finns inga samhällen i närheten. Trakten runt Hyrnukjölur består i huvudsak av gräsmarker.